# فرناندو سانتيس
فرناندو سانتيس (بالإسبانية: Fernando Santis)‏ هو مدرب كرة قدم ولاعب كرة قدم تشيلي في مركز الهجوم، ولد في 10 يناير 1958 في كاسابلانكا في تشيلي. لعب مع ديبورتيس ماجالانز ونادي قرطاجنة ونادي لاس بالماس.

## وصلات خارجية
- فرناندو سانتيس على موقع الاتحاد الدولي (مؤرشف)  (الإنجليزية)
- فرناندو سانتيس على موقع قاعدة بيانات كرة القدم.إي يو (الإنجليزية)
- فرناندو سانتيس على موقع عالم كرة القدم.نت (الإنجليزية)
- فرناندو سانتيس على موقع أوليمبيديا (الإنجليزية)